# Sutilizonidae
Sutilizonidae is een familie van weekdieren uit de klasse van de Gastropoda (slakken).

## Geslachten
- Sutilizona McLean, 1989
- Temnocinclis McLean, 1989
- Temnozaga McLean, 1989